# Традиційний якутський костюм

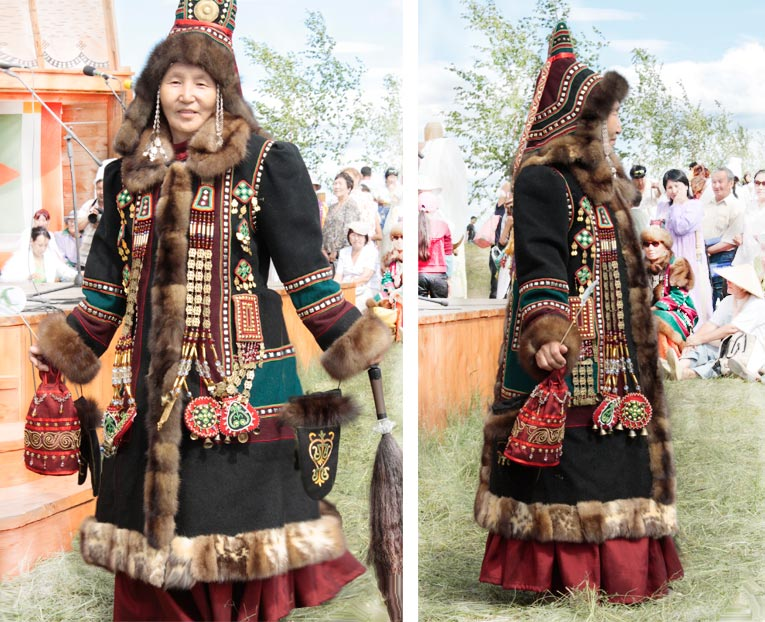
Якутський національний костюм «бууктаах сон»

Традиційний якутський костюм (якут . саха таҥаһа) — це національний костюм якутів. У ньому поєднуються культурні традиції різних народів, він пристосований для полярного клімату, що відбивається як в крої одягу, так і в його оформленні.

## Опис
Сформований в ХΙΙΙ столітті якутський одяг поєднує в собі безліч різнорідних елементів  . Це проявляється у верхньому одязі, у якому підкреслюється використання самих різних за фактурою і кольором матеріалів:   хутро, сукно, жакардовий шовк, ровдугі, шкіра. Костюм прикрашається орнаментальними вставками, бісером, металевими прикрасами і підвісками  . Зазнаючи різних трансформації і модифікації,  народний костюм зберігає найдавніші художні традиції  . 

## Матеріали і конструкція

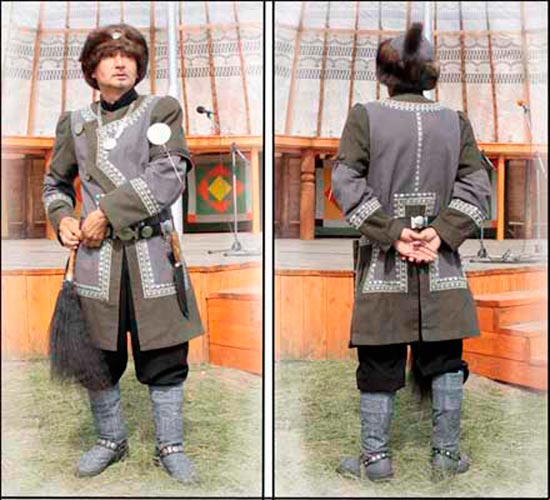
Чоловік каптан

Якутський дохристиянський одяг XVII-XVIII ст. виготовлялася в основному з природних натуральних матеріалів - шкіри, замші, хутра домашніх тварин, так як основним видом господарської діяльності якутів, як тюркського народу, було табунне конярство і розведення великої рогатої худоби  . Шкури хутрових звірів використовувалися для додаткового утеплення в зимових виробах, в основному, в якості обробки. Хутряні смуги в два ряди нашивалися по краю борту, низу вироби і рукава - прийом оформлення, обумовлений, перш за все, холодним кліматом і перейнятий у північних народів  . Привізні шовкові, вовняні тканини, отримані шляхом натурального обміну, застосовувалися в якості обробки, так як були дорогими. Китайська бавовняна тканина «щоб» йшла на натільний одяг, але її могли дозволити собі тільки багаті люди. Бідні ж люди виготовляли натільні і літні вироби (сорочки, халатоподобную одяг) в основному з тонких замшевих шкір  . 
У багатьох народів в основі крою виробів лежить прямолінійний крій, як найраціональніший та обумовлений формою і розмірами матеріалу  . Традиційний якутський крій в цьому сенсі не є винятком. Повсякденні вироби мають прямий стан і рукав. Жіночий одяг такого крою, на відміну від чоловічого, декорується або нашивками з прорізної шкіри по кокетці або бісерними і хутряними смугами по краях борту і Подолу  . 

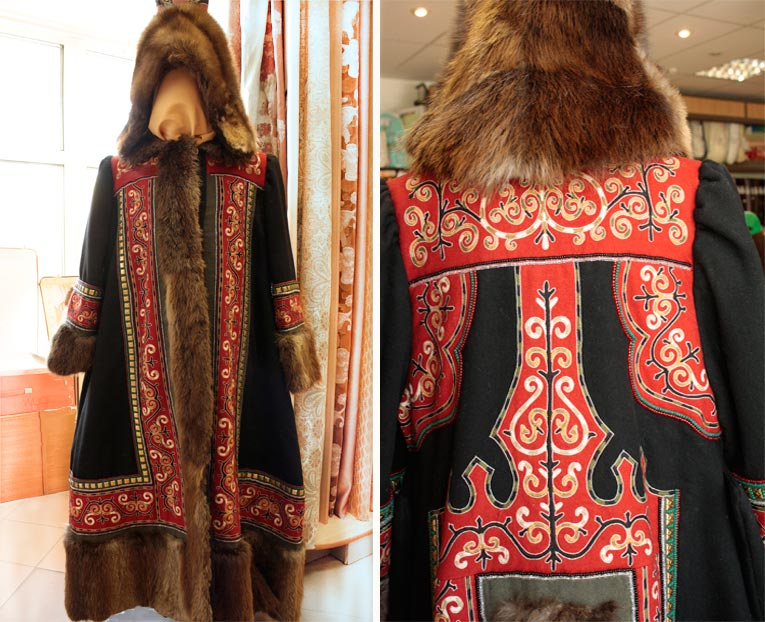
Жіночий одяг «китиилаах сон»

Ошатний, святковий одяг якутів  має  складний крій - зазвичай стан роблять розширеним до низу, рукава мають збірку по окату. Такий рукав називають «бууктаах». Полегшені каптани з асиметричною застібкою, характерні для прибайкальских народів, носили заможні якути. Пальто багато декоровані по борту бісерної вишивкою, металевими елементами і вузькою смужкою дорогого хутра (Див. зображення чоловічого жупана) 
Особливий інтерес з точки зору запозичення культурних традицій костюмів інших народів являє халатообразная виріб з тканини щоб з суцільнокроєними рукавами, яку носили жінки влітку. Ці вироби сильно відрізняються від перерахованих вище виробів своєю конструктивною формою. Очевидно, крій перейнятий у східно-азійських народів, не мав великого поширення і розвитку через нераціонального витрати тканини  . 

### Крій «оноолоох, бууктаах»

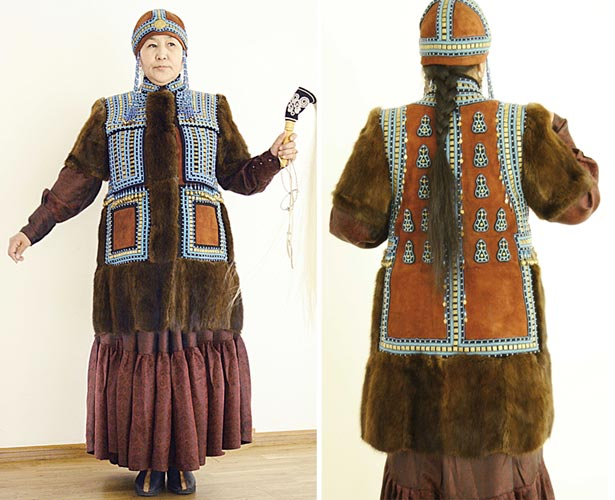
Жіночий одяг «таҥалай сон»

Найпоширенішим  для якутської одягу вважається крій «оноолоох, бууктаах» - колись перейнятий у російських військових і мандрівників, але видозмінений відповідно до якутських культурно-мистецьких традицій  . Такі вироби  мають складки по бічних і середнього шву спинки ( «оноо») і рукав зі складанням по окату ( «буук»). Пальто такого крою носили як чоловіки, так і жінки. Різниця була в декоративному оформленні. У чоловіків пальто шили зі шкіри або тканини. Пальто з тканини мало оксамитовий комір і манжети. Жіночі пальто такого крою виготовляли з хутра або замші, в залежності від сезонного призначення. Варіанти пальто із замші шили з декоративними вставками з сукна або шовку. Якщо розмір шкури не дозволяв виготовити об'ємний, подовжений одяг, наприклад, зимове пальто «сагинньях», комбінували різні матеріали - замшу, хутро  , тканини. Інший різновид такого крою називається «китиилаах». Як вид верхнього одягу він поширився  пізніше, з поширенням мануфактурних тканин. Ці вироби відрізнялися від «оноолоох» тим, що по краю борту, низу вироби і рукава нашивалася широка подвійна смуга з сукна. Такий одяг жінки носили в прохолодні дні. 

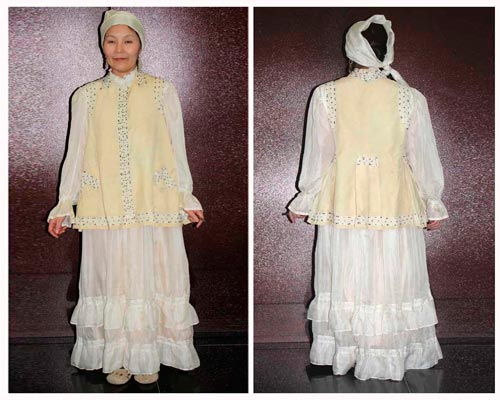
Костюм «хассиат, халадаай»

Найданішим вважається крій одягу «таҥалай»  . Це виріб невеликого обсягу, має особливі риси: хутряна надставка в верхній частині рукава; розрізи по бічних швах; декоративний елемент з металевими підвісками на рівні талії з боків. У різних варіаціях подібне оформлення присутня в багатьох виробах різного сезонного і функціонального призначення. Найяскравішим прикладом стилю «таҥалай» вважається виріб з укороченим хутряним рукавом, кокеткою,  багато декорований бісером і металевою обробкою. На думку деяких дослідників, призначений  одяг для  весілля  . Ці вироби дбайливо зберігалися, передавалися у спадок, як велика  цінність  .   До початку XX століття крій практично зник з ужитку. 
Надалі на розвиток традиційної якутської одягу вплинуло поширення і широке використання тканин. Цей фактор вплинув не тільки на крій одягу, а й на культуру одягу якутів в цілому  . 